# Dietrich Burchard von Merveldt
Dietrich Burchard von Merveldt (* 2. April 1652 in Wolbeck; † 11. September 1729 in Münster) war Amtsdroste in Wolbeck und Obristhofmarschall im Hochstift Münster.

## Leben

### Herkunft und Familie
Dietrich Burchard von Merveldt zu Westerwinkel wuchs als Sohn des Dietrich Hermann II. von Merveldt zu Westerwinkel und seiner Gemahlin Hedwig Anna Sophia von Westerholt zu Lembeck (1631–1671) zusammen mit seinen Geschwistern Adolf Bernhard, Goswin Hermann, Hedwig Anna (1650–1698, ⚭ mit Dietrich Ludolph von Galen) und Anna Margaretha Maria (1655–1729, Kanonisse im Stift Nottuln) in der uralten westfälischen Adelsfamilie von Merveldt auf.
Am 15. November 1677 heiratete er mit päpstlicher Dispens seine Cousine Anne Sophie Theodore von Westerholt zu Lembeck (1655–1742), Tochter des Burchard von Westerholt (Geheimrat, Obristmarschall) und Klara von der Recke zu Haren (1630–1679). Aus der Ehe gingen die Söhne Ferdinand Dietrich, ⚭ Gräfin Maria Josepha von Westerholt (1693–1762), und Maximilian Heinrich Burchard (Domherr in Osnabrück und Münster) hervor.

### Werdegang und Wirken
Dietrich Burchard wurde am 12. Juli 1669 seinem Vater im Amt des Drosten zu Wolbeck beigeordnet und schließlich am 18. Mai 1688 zum Drosten bestallt.
Am 14. November 1670 immatrikulierte er an der Universität Löwen. Er war Kämmerer und Obristhofmarschall. Er war damit oberster Verwaltungsbeamter des Fürstbischofs.

## Ehrungen
- November 1688 Wirklicher Geheimer Adliger Rat
- Großkreuzherr des St. Michael-Ritterordens.

## Sonstiges
Am 3. Mai 1708 wurde seine Frau zur Sternkreuzordensdame ernannt. Am 20. Dezember 1726 wurde Dietrich Burchard in den Reichsgrafenstand erhoben.